# Колібрі-тонкодзьоб вилохвостий
Колі́брі-тонкодзьо́б вилохвостий (Taphrolesbia griseiventris) — вид серпокрильцеподібних птахів родини колібрієвих (Trochilidae). Ендемік Перу. Це єдиний представник монотипового роду Вилохвостий колібрі-тонкодзьоб (Taphrolesbia).

## Опис
Довжина птаха становить 14-17 см. У самців верхня частина тіла бронзово-зелена, за очима невеликі білі плями. Хвіст довгий, глибоко роздвоєний, стернові пера зелені з золотисто-оранжевими кінчиками. Нижня частина тіла світло-сіра, на горлі сталево-синя пляма. Дзьоб відносно довгий, прямий, чорний. У самиць нижня частина тіла блідо-охриста, пляма на горлі у них відсутня, хвіст коротший, менш роздвоєний.

## Поширення і екологія
Вилохвості колібрі-тонкодзьоби мешкають в Андах на північному заході Перу, від півдня Кахамарки до заходу Уануко. Вони живуть на стрімких, скелялиях гірських слихах, місцями порослих сухих чагарниковими і кактусовими заростями, часто поблизу струмків. Зустрічаються на висоті від 2750 до 3850 м над рівнем моря. Живляться нектаром квітучих дерев і чагарників, зокрема Delostoma integrifolium. Домінують над іншими колібрі.

## Збереження
МСОП класифікує цей вид як такий, що перебуває під загрозою зникнення. За оцінками дослідників, популяція вилохвостів колібрі-тонкодзьобів становить від 350 до 1500 птахів. Їм загрожує знищення природного 